# Maxwell Konadu
Maxwell Konadu (ur. 14 grudnia 1972 w Kumasi) – ghański piłkarz występujący na pozycji napastnika. Trener piłkarski. 

## Kariera klubowa
Konadu karierę rozpoczynał w 1990 roku w zespole Nkoranza Republican. W 1990 roku przeszedł do Asante Kotoko. W sezonach 1991/1992 oraz 1992/1993 zdobył z nim mistrzostwo Ghany. W 1993 roku został graczem tunezyjskiego CS Sfaxien i spędził tam sezon 1993/1994. Następnie odszedł do niemieckiego SG Egelsbach, grającego w Regionallidze. Tam grał do końca sezonu 1994/1995.
Potem Konadu wrócił do Asante Kotoko. W 1997 roku został zawodnikiem portugalskiego klubu União Leiria. W sezonie 1997/1998 awansował z nim z drugiej ligi do pierwszej. Zadebiutował w niej 30 sierpnia 1998 w zremisowanym 0:0 meczu z Vitórią Guimarães. Graczem Leirii był do końca sezonu 1998/1999. Następnie występował w drugoligowym SC Beira-Mar, a także w trzecioligowym AC Marinhense. W 2003 roku wrócił do Ghany, gdzie w tym samym roku zakończył karierę jako gracz King Faisal Babes.

## Kariera reprezentacyjna
W reprezentacji Ghany Konadu rozegrał dwa spotkania, oba w 1997 roku. W 1992 roku był członkiem reprezentacji, która zdobyła brązowy medal na letnich igrzyskach olimpijskich.